# 勒兰杜瓦
勒兰杜瓦（法語：Le Lindois，法語發音：[lə lɛ̃dwa]）是法国夏朗德省的一个市镇，属于孔福朗区。

## 地理
勒兰杜瓦（45°44'45"N, 0°35'29"E）面积17.95 平方千米，位于法国新阿基坦大区夏朗德省，该省份为法国西部内陆省份，北起德塞夫勒省和维埃纳省，东临上维埃纳省，东南至多尔多涅省，南至多爾多涅省，西接滨海夏朗德省。
与勒兰杜瓦接壤的市镇（或旧市镇、城区）包括：谢尔沃-沙特拉尔、马西尼亚克、马兹罗勒、蒙唐伯夫、穆宗、鲁西讷、鲁泽德、索瓦尼亚克。

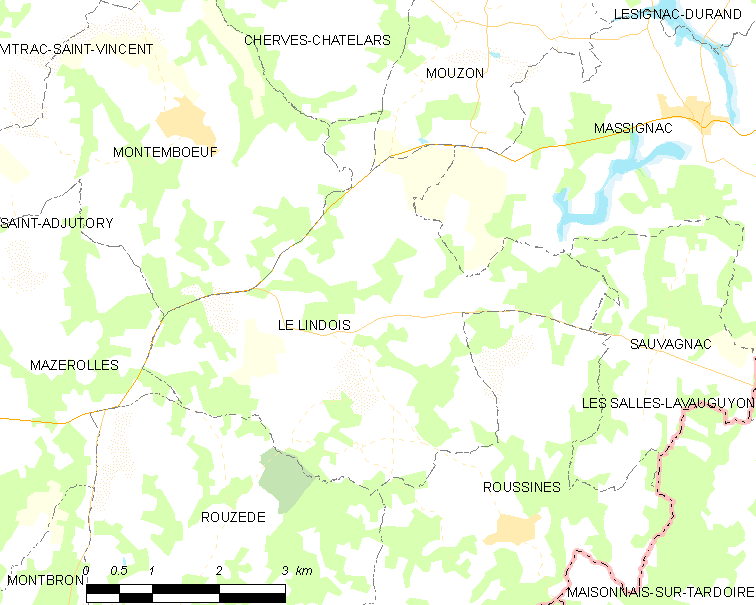
勒兰杜瓦的OSM定位图

勒兰杜瓦的时区为UTC+01:00、UTC+02:00（夏令时）。

## 行政
勒兰杜瓦的邮政编码为16310，INSEE市镇编码为16188。

## 政治
勒兰杜瓦所属的省级选区为夏朗德-博尼约尔县。

## 人口

1962-2008年间勒兰杜瓦人口变化图示

勒兰杜瓦于2022年1月1日时的人口数量为339人。